# 古山敏幸
古山 敏幸（ふるやま としゆき、1954年 - ）は日本の著作家、脚本家。
1981年にオリジナル脚本『雷鳴のきざし』が城戸賞準入賞となった。

## 略歴
兵庫県の神戸市に産まれる。
同志社大学文学部卒業後、1981年にオリジナル脚本『雷鳴のきざし』が城戸賞に準入賞となる。審査員の野村芳太郎監督の下で脚本を学ぶ。前田勝弘が代表を務める幻燈社で劇映画の企画開発に関わる。
古書店店員、編集者などで生計を立てながら脚本を書き、発表された脚本もあるが、『雷鳴のきざし』を含め映像化は一度もされていない。
2008年よりビリー・ワイルダー論を考察中であるが、2025年現在、出版されていない。

## 著作
- 『黒澤明の作劇術』（フィルムアート社、2008年、ISBN 978-4845908189）
- 『映画伝説 ジャン＝ピエール・メルヴィル』（フィルムアート社、2009年、ISBN 978-4845909407）

### 著作の評価
- 大衆文化評論家である指田文夫[3]は『黒澤明の作劇術』を「いわゆる黒澤本の中では一番優れたもの」と評している[4]。
- 映画評論家の町山智浩は、ジャン＝ピエール・メルヴィル監督作品の評の中でメルヴィルを詳しく知りたい人にと『映画伝説 ジャン＝ピエール・メルヴィル』を推薦している[5]。
- 高橋いさをも黒澤本を読んでおり、古山も敬愛している、小津安二郎の名言を紹介し[6]、

### 著作の引用
上原輝樹の海の沈黙の評
中山信子

### その他作品
VシネマＨなビンビン大作戦！！ 1992
映画　1997年11月22日公開の小林政広監督第1作目『CLOSING TIME』(協力)
論文　DVDソフト批評(1)『マーティン・スコセッシ 私のイタリア映画旅行』、ミロシュ・フォアマンのチェコ時代の未公開映画『ブロンドの恋』『火事だよ! カワイ子ちゃん』
古山 敏幸 FB : 映画研究誌 / FB編集同人 編 (19) 145-149, 2004
創作シナリオ 男の首
古山 敏幸 FB : 映画研究誌 / FB編集同人 編 (19) 191-221, 2004
創作シナリオ 弁士須田貞明とその弟
古山 敏幸 FB : 映画研究誌 / FB編集同人 編 (18) 177-214, 2003　
若き日の投稿＝キネマ旬報の読者評に評が載せられたこともある